# 半田亘理
半田 亘理（はんだ わたり、1911年（明治44年）8月22日 - 1948年（昭和23年）10月21日）は、大日本帝国海軍の軍人、戦闘機搭乗員。
操練19期。最終階級は中尉。黒岩利雄とならび、単機格闘戦の名手と謳われた撃墜王である。

## 経歴
福岡県久留米市に生まれる。1928年（昭和3年）、海軍を志し佐世保海兵団入団。艦船勤務を経て1932年（昭和7年）10月、第19期操縦練習生となる。同期生に磯崎千利、高橋憲一、田中平、五島一平。
1933年（昭和8年）3月、同課程を修了し、戦闘機専修。空母「龍驤」飛行機隊に配属される。
その後、大村に転属。在任中、愛国号献納式典で祝賀飛行に参加した。当時部下だった田中国義はその練習中、編隊スローロール等で苦労していたが、半田機は「定位置を微動だにしない、ついて行くのに汗をかいた」と回想する。また、この頃既に望月勇の考案した「ひねりこみ」を習得し、空戦訓練で披露していたといい、伝授を求めたが若年を理由に断られ、のち別の部隊で再会したときに再度教えを乞うたが「田中兵曹に教える事はないよ。私が実戦について教わらなければならない」と、結局教えてもらえなかったという。

### 大陸前線
その後横須賀各航空隊を経て、日中戦争（支那事変）勃発後の1937年（昭和12年）8月、大西瀧治郎大佐の要請で上海戦線に新鋭機九六式艦上戦闘機を投入することが決まり、新郷英城大尉、小田喜一、高橋憲一各二空曹、稲葉武雄一空曹ほか1名の計5名とその操縦要員に選ばれる。6名は大村からアルトゥル飛行場を経由し、田中正臣中尉の八九式艦攻の引率で杭州湾の空母「加賀」へと回送した。全員九六式艦戦での着艦の経験がなく、その訓練には一週間ほど要するが、着艦訓練を経ず全機着艦に成功した。そのまま加賀飛行機隊に着任し、上海戦線に出動。　
9月7日、五十嵐周正大尉の2番機として3機で艦攻隊を掩護中、太湖上空で劉粋剛上尉指揮する第5大隊第24中隊のカーチス・ホークⅢ（新ホーク）7機と遭遇、1機を撃墜。これが初戦果となる。五十嵐大尉が3機、高橋二空曹が1機撃墜、計5機を報告した。ただし、中国側記録によれば呂基淳中尉の1機が被弾したに過ぎず、また劉上尉が新ホークで96式艦戦1機を撃墜している。
9月20日、南京第4次空襲では艦爆・艦攻隊の掩護任務につき、午後1時に南京上空に差し掛かったところ、それぞれ単機で行動していた新ホーク3機と相次いで遭遇。2機を撃墜したが、最後の1機は南京西部の揚子江上流に停泊している外国艦艇の上空へ逃げ込んだ。半田はなおも追いかけようとしたが、外国艦艇から射撃を受けたため撤収した。中国側記録によるとこの日、太湖と同じく劉上尉指揮の第5大隊第24中隊と第4大隊第22、23中隊混成の新ホーク9機が南京上空に展開しているが、2機が軽微な被弾をしたに過ぎないとある。
10月17日、韶関空襲に向かう九六式艦上攻撃機の護衛を新郷英城中尉、小田喜一二空曹、江馬友一三空曹とともに担当、11時50分、韶関に差し掛かったところで迎撃に上がった陳瑞鈿上尉の指揮するカーチス・ホークⅡ（老ホーク）4機、新ホーク1機と交戦し、うち老ホーク1機を単独撃墜。部隊では4機を撃墜した。
1938年（昭和13年）6月、第十五航空隊に転じ、7月18日、南昌空襲に南郷茂章大尉率いる艦戦隊の第3小隊1番機として参加、南昌青雲譜飛行場南方5キロにてソ連空軍志願隊のポリカルポフI-15bis6機を発見、2番機の日高初男二空曹とともに向かい、2機撃墜（うち不確実1）した。
11月帰還。その後、空母「蒼龍」、「飛龍」乗組を経て1940年（昭和15年）11月、海軍航空兵曹長に昇進と同時に除隊したが即日召集。

### 太平洋前線
太平洋戦争勃発後の1942年（昭和17年）2月、台南海軍航空隊に転じ、ラバウル、ニューギニア各地を転戦、零式戦闘機を駆って年内に7機を撃墜した。しかし、肺結核に冒されて同年12月、本土送還。
その後、人吉海軍航空隊の高原飛行場跡近くに定住し療養に専念していたが、1948年（昭和23年）10月21日死去した。
終戦までの総撃墜数は13機（公認）。
1983年8月、人吉市の相良護国神社に追悼碑が設置された。碑文は源田実謹書、解説板は渋谷敦撰文、芳賀長雄謹書。